# Гочиани, Агаси Игнатьевич
Агаси Игнатьевич Гочиани (15.06.1906 — 20.07.1995) — помощник командира стрелкового взвода 1-го батальона 34-го гвардейского стрелкового полка (13-я гвардейская стрелковая Полтавская ордена Ленина дважды Краснознамённая орденов Суворова и Кутузова дивизия, 32-й гвардейский Одерский стрелковый корпус, 5-я гвардейская армия, 1-й Украинский фронт), гвардии старшина, участник Великой Отечественной войны, кавалер ордена Славы трёх степеней.

## Биография
Родился 15 июня 1906 года в селе Дилиска ныне Ахалкалакского муниципалитета края Самцхе-Джавахети (Грузия) в семье служащего. Армянин. Работал в домашнем хозяйстве. В 1931 году окончил 7 классов вечерней средней школы.
С 1931 по 1933 год проходил действительную срочную службу в Красной Армии. После увольнения служил в органах НКВД. Повторно призван в июне 1941 года. Дата призыва: 06.10.1941 Кировским РВК, Грузинская ССР, г. Тбилиси. В действующей армии с октября 1941 года. Воевал на Юго-Западном, Сталинградском (с 30 сентября 1942 года – Донской, с 15 февраля 1943 года – Центральный), Воронежском, Степном (с 20 октября 1943 года – 2-й Украинский) и 1-м Украинском фронтах. Принимал участие в оборонительном сражении на Юго-Западном направлении, Сталинградской битве, Белгородско-Харьковской наступательной операции, освобождении Левобережной Украины, битве за Днепр, Кировоградской, Уманско-Ботошанской, Львовско-Сандомирской, Сандомирско-Силезской, Нижнесилезской, Верхнесилезской, Берлинской и Пражской наступательных операциях. В боях дважды был ранен и один раз контужен.
В ходе Уманско-Ботошанской наступательной операции помощник командира взвода 34-го стрелкового полка (13-я гвардейская стрелковая дивизия, 5-я гвардейская армия, 2-й Украинский фронт) гвардии старший сержант Гочиян при прорыве обороны противника в 25 км. западнее города Кировоград заменил раненого командира взвода и выполнил боевую задачу.
Приказом командира 13-й гвардейской стрелковой дивизии генерал-майора Бакланова Г. В. 27 марта 1944 года гвардии старший сержант Гочиани Агаси Игнатьевич награждён орденом Славы 3-й степени.
В ходе Львовско-Сандомирской наступательной операции дивизия была введена на плацдарм в районе города Сандомир ныне Свентокшиского воеводства (Польша). 15 августа 1944 года в районе села Стопница (ныне Буский повят Свентокшиского воеводства, Польша) противник контратаковал позиции 34-го гвардейского стрелкового полка. Уверенно командуя взводом, Гочиани отразил натиск противника и удержал занимаемый взводом опорный пункт. 17 августа у населённого пункта Стшельце (25 км. юго-восточнее города Хмельник, Польша) поднял взвод в атаку, лично уничтожил 6 гитлеровцев. Получив тяжёлую контузию, оставался на поле боя до выполнения подразделением стоявшей перед ним задачи.
Приказом командующего 5-й гвардейской армией от 18 сентября 1944 года гвардии старший сержант Гочиани Агаси Игнатьевич награждён орденом Славы 2-й степени.
В период Сандомирско-Силезской наступательной операции 12 января 1945 года на подступах к городу Буско-Здруй (ныне Буский повят Свентокшиского воеводства, Польша) взвод Гочиани захватил выгодный рубеж в глубине вражеской обороны, обеспечив успешное продвижение батальона. В ходе дальнейшего наступления 26 января 1945 года на подступах к городу Оппельн (ныне Ополе, Польша) при отражении контратаки противника Гочиани вынес с поля боя тяжело контуженного командира своего батальона в безопасное место и вернулся к своему взводу.
Указом Президиума Верховного Совета СССР от 27 июня 1945 года за образцовое выполнение боевых заданий командования на фронте борьбы с немецкими захватчиками и проявленные при этом доблесть и мужество гвардии старшина Гочиани Агаси Игнатьевич награждён орденом Славы 1-й степени.
В сентябре 1945 года демобилизован. Жил в городе Тбилиси. Работал в органах МВД.
Умер в 1995 году.

## Награды
- Орден Отечественной войны I степени (11.03.1985)[7]

- Полный кавалер ордена Славы:
  - орден Славы I степени (27.06.1945)[8];
  - орден Славы II степени (18.09.1944)[9];
  - орден Славы III степени (27.03.1944)[10];
- медали, в том числе:
  - Медаль Жукова (9.05.1994)
  - «За оборону Сталинграда» (22.12.1942)

- - «За взятие Берлина» (9.6.1945)
  - «В ознаменование 100-летия со дня рождения Владимира Ильича Ленина» (6 апреля 1970)
  - «За победу над Германией в Великой Отечественной войне 1941—1945 гг.» (9 мая 1945[11])[12]
  - «За освобождение Праги» (9.6.1945)
  - «20 лет Победы в Великой Отечественной войне 1941—1945 гг.» (7 мая 1965[13])
  - «30 лет Победы в Великой Отечественной войне 1941—1945 гг.»[14]
  - 40 лет Победы в Великой Отечественной войне 1941—1945 гг.[15]
  - Юбилейная медаль «50 лет Победы в Великой Отечественной войне 1941—1945 гг.»[16]
  - «30 лет Советской Армии и Флота»[17]
  - «40 лет Вооружённых Сил СССР»[18]
  - «50 лет Вооружённых Сил СССР» (26 декабря 1967[19])
- Знак «25 лет победы в Великой Отечественной войне» (1970)

## Память
- На могиле установлен надгробный памятник.
- Его имя увековечено в Главном Храме Вооружённых сил России, и навсегда запечатлено на мемориале «Дорога памяти».